# You’re My Best Friend
A You’re My Best Friend a negyedik dal a brit Queen rockegyüttes 1975-ös A Night at the Opera albumáról. A szerzője John Deacon basszusgitáros volt, aki feleségének, Veronicának címezte a szöveget, akivel nem sokkal a lemez megjelenése előtt házasodott össze.
Deacon a kezdetektől fogva elektromos zongorára tervezte a dalt, de Freddie Mercury énekes, aki az együttes legtöbb dalában zongorázott, nem volt hajlandó játszani rajta, mert nem szerette a művi hangját. Ezért Deacon kénytelen volt megtanulni, és maga feljátszani az akkordokat. Nem egyértelmű, hogy milyen márkájú hangszeren játszott: egyek interjúban Wurlitzert, egy másikban Fender Rhodes-t említett. C dúrban íródott, és percenként 118-as a ritmusa.
1976. május 18-án kislemezen is megjelent, a hetedik helyet érte el Angliában, a tizenhatodikat Amerikában. A kritikusok kedvezően írtak róla. A Sounds szerint „Egy szép harmóniákkal, egyedi gitárhangzással rendelkező dal, Freddie szép énekhangjával kísérve. Igazi első osztályú muzsika,” az NME szerint „őszinte és dallamos […] néhány finom akkordváltáson keresztül érzékelteti az együttes feszességét.” Mark Blake szerint a „Bohemian Rhapsody” szöges ellentéte: „bájos szerelmes dal, operai dolgok nélkül, kezelhető hosszúságú.” Az AllMusic kritikusa szerint bár alapvetően a keményebb stílusokban ismertek, ez a dal megmutatja, hogy a pop területén is maradandót tudnak alkotni.
Bruce Gowers rendezte a videóklipjét 1976 áprilisában az Elstree Studiosban. Az együttes egy sötétített fészerben, rengeteg gyertyától megvilágítva adta elő. A forgatást nehezítette a szokatlanul nagy hőség, és hogy az egyébként használatban lévő fészerből nem sokkal azelőtt terelték ki a teheneket. 1976 szeptembere és 1980 szeptembere között rendszeresen játszották, más dalokkal együtt egy keverék részeként. A koncerteken Mercury hangversenyzongorán játszott, ahogy az a Live Killers albumon is hallható.
2002-ben a Haláli hullák hajnala, 2006-ban pedig a Szakíts, ha bírsz című filmben tűnt fel. Elhangzott a Simpson család 2003-as „Moe Baby Blues” című részében.

## Közreműködők
- Ének: Freddie Mercury
- Háttérvokál: Queen

Hangszerek:
- Roger Taylor: dob
- John Deacon: basszusgitár, elektromos zongora
- Brian May: elektromos gitár

## Kiadás és helyezések
Helyezések
| Év   | Ország                    | Helyezés |
| ---- | ------------------------- | -------- |
| 1976 | Brit kislemezlista        | 7        |
| 1976 | Amerika Billboard Hot 100 | 16       |
| 1976 | Belga kislemezlista       | 23       |
| 1976 | Holland kislemezlista     | 6        |
| 1976 | Ír slágerlista            | 3        |

7" kislemez (EMI 2494, Anglia/Elektra E-45318, Amerika)
1. You're My Best Friend – 2:52
2. ’39 – 3:31